# Arctosa alpigena
Arctosa alpigena este o specie de păianjeni din genul Arctosa, familia Lycosidae. A fost descrisă pentru prima dată de Carl Ludwig Doleschall în anul 1852. Conține o singură subspecie: A. a. lamperti.